# Volo Banat Air 166
Il volo Banat Air 166 era un volo charter operato dalla compagnia aerea rumena Banat Air sulla rotta tra Verona e Timișoara.
Il 13 dicembre 1995 il bimotore turboelica Antonov An-24, operante il servizio, precipitò al suolo pochi attimi dopo il decollo dall'Aeroporto di Verona-Villafranca, in località Poiane di Sommacampagna. Nell'impatto morirono tutti i 41 passeggeri e gli otto membri dell'equipaggio imbarcati.

## Contesto
Nella stagione invernale 1995-1996 Banat Air venne autorizzata dalla Direzione Generale dell'Aviazione Civile (antesignana dell'ENAC) ad operare servizi passeggeri a carattere irregolare (non di linea) sulla tratta Bucarest-Timișoara-Verona e viceversa.
Il servizio era operato a giorni alterni (lunedì, mercoledì, venerdì e domenica) per conto dell'agenzia viaggi rumena Banat Air Travel in relazione al traffico originante dalla Romania e per conto dell'agenzia italiana Business Jet per quanto riguardava i biglietti staccati in Italia. Gli aeromobili utilizzati erano di norma i ROMBAC 1-11 (versione rumena dell'aviogetto britannico BAC One-Eleven, costruita su licenza) affittati in wet lease (noleggio con equipaggio) dalla compagnia Romavia, capaci di imbarcare circa un centinaio di passeggeri.

## Antefatto
Il 13 dicembre 1995 la bassa affluenza di passeggeri indusse la compagnia a operare i voli col più piccolo aereo turboelica Antonov An-24 immatricolato YR-AMR. Tale aeromobile, in servizio dal 1º luglio 1967, aveva in precedenza fatto parte della flotta privata del dittatore Nicolae Ceaușescu; alla caduta del suo regime era stato rilevato dalla Romavia, che a sua volta l'aveva affittato a Banat Air.
La comunicazione dell'arrivo dell'Antonov venne data all'aeroporto di Verona in modo confuso e contraddittorio: alle ore 12:14 la compagnia provvide a mandare un fax all'ufficio dell'addetto al centraggio (l'incaricato che supervisiona il carico degli aeromobili affinché si distribuisca equilibratamente nei vani) per preavvisare del cambio di aeromobile, ma l'impiegato non se ne avvide e non attivò le procedure di autorizzazione. Alle ore 15:11 giunse un ulteriore telex, che rettificava il precedente annunciando l'arrivo di un Tupolev in luogo dell'Antonov: l'ufficio di centraggio stavolta recepì il documento e ne prese nota, ma il personale si limitò ad annotare l'arrivo del supposto Tupolev, senza effettuare ulteriori verifiche.
Alle ore 16:00 l'addetto al centraggio venne informato che l'apparecchio in arrivo da Timișoara sarebbe stato un Antonov di circa 21 tonnellate; egli tuttavia non corresse l'annotazione "Tupolev" nei documenti, limitandosi ad aggiungervi il peso dichiarato.
Il volo d'andata, proveniente dall'aeroporto di Timișoara, atterrò quindi a Verona-Villafranca alle ore 18:43, in ritardo di circa 2 ore rispetto al previsto. Ai comandi dell'apparecchio sedevano il comandante Ivan Dan Mircea e il copilota Ivan Marin, coadiuvati dal navigatore Cornel Vlagea; l'equipaggio era completato dalla hostess Corina Chelu, dallo steward Alexandru Socol e dai meccanici Gheorghe Popescu, Viorel Ilie e Anesia Gliga.
L'aereo rullò sul piazzale dello scalo veronese e venne parcheggiato nella piazzola di sosta B6; sbarcati i 44 passeggeri e i bagagli, alle ore 18:50 l'addetta alla rampa (dipendente della società di gestione dei servizi di assistenza aeroportuale S.p.A. Valerio Catullo) prese contatto con il comandante Mircea, consegnandogli il bollettino meteorologico e ritirando dall'assistente di volo la documentazione di rito, comprendente la lista dei passeggeri ed il piano di carico complessivo in arrivo. Date le avverse condizioni atmosferiche (le temperature erano rigide e da alcune ore l'aeroporto era interessato da un'intensa nevicata) l'impiegata chiese al comandante se fosse necessario procedere allo sghiacciamento (de-icing) di fusoliera e ali, ricevendo una risposta negativa. Al contempo il comandante, nel darle istruzioni per la sistemazione dei bagagli a bordo, affermò di volersi occupare personalmente della compilazione del piano di carico (loadsheet) per la partenza.
L'addetta alla rampa provvide poi a recapitare il piano di carico in arrivo all'ufficio dell'addetto al centraggio: in questi frangenti nessuno notò che in esso, alla voce relativa ai chilogrammi di carburante imbarcati e consumati, era riportato un dato palesemente errato, -2000 kg taxi, ovvero come se l'aereo consumasse 2000 kg di combustibile per il solo rullaggio a terra. Peraltro poco dopo la stessa impiegata, recatasi in archivio per verificare i dati tecnici effettivi dell'Antonov, apprese che in precedenza già due equipaggi al comando di apparecchi di quel tipo, una volta atterrati a Verona, non avevano consegnato il piano di carico in partenza. La questione non venne però approfondita e la suddetta cifra errata probabilmente cooperò a falsare i dati sul peso dell'aereo in partenza, che finì quindi per essere sovraccaricato.
Alle ore 19:05 l'aeromobile effettuò il rifornimento di carburante, imbarcandone 2 015 kg; conclusa l'operazione, vennero imbarcati i passeggeri. Presero posto in cabina 30 cittadini italiani (perlopiù imprenditori che si recavano in Romania per affari), 6 romeni, 4 serbi e 1 olandese, più gli otto membri d'equipaggio, tutti di nazionalità romena, per un totale di 49 persone (tra le quali una bambina di 5 anni e una donna in gravidanza). L'aereo era così a pieno carico.
Alle ore 19:30, terminate le operazioni di imbarco dei bagagli e dei passeggeri, la torre di controllo veronese autorizzò il comandante alla messa in moto dei motori. Cinque minuti dopo l'addetto al centraggio chiese a un collega di recapitargli il piano di carico dell'Antonov, cosa che tuttavia non accadde. Pur in mancanza di tale documento, l'ufficio decise di non effettuare ulteriori verifiche e omise di darne notizia alla torre di controllo (che avrebbe potuto fermare il decollo). 

## Il disastro
Alle ore 19:33 il controllore autorizzò l'YR-AMR a rullare fino al punto di attesa per la pista 22; raggiunta tale posizione, all'equipaggio venne data l'autorizzazione ATC, che prevedeva, subito dopo il decollo, una virata a ovest (onde non sorvolare l'abitato di Sommacampagna, in ottemperanza alle normative sull'inquinamento acustico) e quindi immettersi in una rotta diretta a sud.
Venti minuti dopo l'inizio del rullaggio, mentre le condizioni meteorologiche peggioravano (la nevicata s'infittiva e la visibilità diminuiva di minuto in minuto), l'Antonov entrò sulla pista e decollò.
Pochi minuti dopo si consumò l'incidente: l'aereo era in piena cabrata e aveva raggiunto un'altitudine di 200/300 metri dal suolo. Nell'intervallo di tempo compreso tra le 19:54:23 e le 19:55:53 l'YR-AMR andò in stallo: la bassa quota impedì ai piloti di recuperarne il controllo e nel giro di 10-12 secondi il velivolo cadde al suolo in località Poiane di Sommacampagna, a nord ovest della pista 04, ad una distanza di circa 1 500 m dall'asse della pista stessa. Carico di 4 800 litri di carburante, l'Antonov al momento dell'impatto prese subito fuoco, non lasciando scampo agli occupanti e mancando di poco alcune abitazioni.

## I soccorsi
Alle ore 19:56 la torre di Villafranca, rilevando la sparizione del velivolo rumeno dagli schermi radar, tentò di contattarlo per chiedere conferma del decollo e istruirlo a passare sulla frequenza di Garda-Avvicinamento (deputata a smistare sulle rotte di competenza gli aerei appena decollati). Non ricevendo risposta, il controllore reiterò la chiamata per tre/quattro volte; dopo aver consultato anche l'operatore di Garda-Avvicinamento (che riferì di non aver nessun aereo in contatto), si decise di dare l'allarme ai Vigili del Fuoco aeroportuali, i quali (privi di indicazioni precise su dove accorrere) si misero immediatamente alla ricerca del luogo del disastro.
Nel giro di un minuto i centralini zonali dei numeri telefonici d'emergenza iniziarono a raccogliere chiamate da parte della popolazione locale: alle 19:57 una donna telefonò al 113 affermando (probabilmente in stato di shock) che un aereo le era "caduto in testa"; seguì alle 19:59 la chiamata di un contadino che denunciava al 115 (il cui centralino era peraltro già in contatto con l'aeroporto di Villafranca) la caduta di un aereo "nel suo orto". Nessuno dei due chiamanti fu tuttavia in grado di indicare il luogo del disastro, cosa che invece fece un terzo soggetto messosi in contatto alle 20:06 col 118 di Verona: costui, pur affermando erroneamente che l'aereo caduto fosse un C-130 militare, riuscì a istruire l’operatore sull’esatta posizione del relitto.
Attorno alle 20:09, guidati dal bagliore dell'incendio, i mezzi antincendio raggiunsero il sito del disastro, in località Poiane di Sommacampagna, provvedendo a spegnere le fiamme; due minuti dopo arrivarono anche le autoambulanze. Nel giro di mezz'ora divenne però evidente che tra i rottami dell'Antonov non vi era alcun superstite, sicché già alle 20:40 venne dato ordine di rientro a gran parte dei mezzi e del personale di soccorso che aveva raggiunto la località.

## Le indagini
Nei giorni successivi alla sciagura si aprirono le indagini volte ad accertarne le cause.

### Ipotesi di guasto meccanico
Vennero innanzitutto presi in esame eventuali guasti all'aereo: in particolare prese corpo l'ipotesi che il motore destro fosse andato in avaria. Indizi in tal senso furono desunti dal controllo del Flight Data Recorder e dei resti della strumentazione del cockpit (la cui decodificazione era complicata dalla taratura su unità di misura differenti rispetto a quelle europee e dalle diciture scritte in caratteri cirillici, che resero necessario avvalersi di traduttori). In aggiunta, diversi passeggeri che avevano viaggiato col medesimo aeromobile nel volo di andata, interrogati come persone informate sui fatti, affermarono concordemente di aver udito dei "colpi simili a martellate" provenire dal motore destro mentre veniva estratto il carrello per l'atterraggio.
L'esame condotto sui resti del propulsore evidenziò danni compatibili con la rottura della scatola della trasmissione: in una simile circostanza l'elica va in fuorigiri e si tramuta di fatto in un freno aerodinamico, rallentando l'aereo e mandandolo in stallo. Si escluse quasi subito che tale problema potesse essere stato causato dal distacco di pezzi di ghiaccio dalle ali: essendo i motori dell'Antonov collocati al di sotto della superficie portante, erano al riparo da una tale eventualità.
Quale che fosse il motivo, il pilota, trovandosi in una tale situazione, avrebbe potuto recuperare il controllo dell'apparecchio regolando le pale dell'elica onde metterle "in bandiera" (ovvero parallele al flusso dell'aria e quindi ininfluenti a livello di propulsione o attrito/resistenza); la scarsa altitudine raggiunta avrebbe però reso inattuabile tale manovra, mancando il tempo e lo spazio per eseguirla.
Lo stato di combustione e frammentazione in cui versavano motori e strumentazione tuttavia non permise agli inquirenti di affermare con ragionevole certezza se tale avaria si fosse effettivamente verificata.

### Fattore umano: concatenazione di negligenze

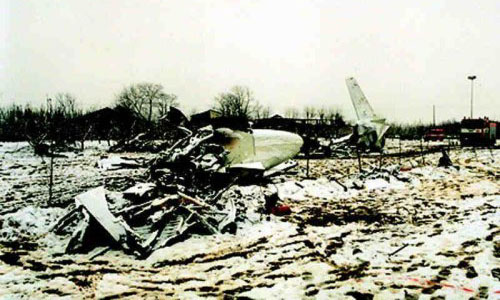
I resti del velivolo fotografati il giorno successivo alla sciagura

Le indagini accertarono come causa principe del disastro la concatenazione di negligenze ed errori da parte dei piloti e del personale di terra.
Come già accennato, sull'aeroporto Catullo era in corso una fitta nevicata e la temperatura atmosferica era tale da formare un compatto strato di ghiaccio sulle ali degli apparecchi a terra; nonostante ciò, i due piloti dell'An-24 rifiutarono di far eseguire il de-icing (sghiacciamento) delle superfici portanti.
Tale scelta fu probabilmente dettata dalla volontà di non spendere le 250 000 lire che all'epoca costituivano la tariffa di tale operazione: era infatti prassi comune per le compagnie dell'Europa orientale l'adozione di una politica di risparmio al centesimo. In aggiunta, i due piloti ritenevano che le caratteristiche tecniche dell'AN-24 (dotato di profili alari molto generosi e teoricamente non alterabili nella loro funzionalità da pochi millimetri di ghiaccio) fossero sufficienti a far fronte alla formazione dello strato gelato.
Essi tuttavia non considerarono che il ghiaccio comportava un aggravio del peso dell'aeromobile, che sommato all'inevitabile (benché minima) alterazione del profilo alare avrebbe inciso negativamente sulla governabilità dell'Antonov.
Proprio sul peso dell'aeromobile si appuntarono le attenzioni degli investigatori: carte alla mano, l'Antonov 24 risultò essere a pieno carico di passeggeri e carburante, ma soprattutto in sovrappeso di valigie e con un peso totale pro capite passeggero+bagaglio dichiarato in 90 kg (quando normalmente su tale apparecchio si arriva a 70 kg a testa). Il surplus di peso rispetto al massimo previsto dai manuali operativi venne stimato in circa 2.000 kg. Preso atto di ciò, l'aereo rumeno non avrebbe potuto essere autorizzato ad alzarsi in volo.
Come si evince dalla cronologia dei fatti riportata a inizio voce, il decollo in sovrappeso fu reso possibile da una lunga sequenza di trascuratezze ed omissioni da parte del personale di terra, che se evitate avrebbero ben potuto impedire il disastro. Su tutte venne rilevata la mancata consegna all'ufficio traffico aeroportuale del piano di carico in partenza: ai sensi della normativa vigente, anche per questo motivo il decollo avrebbe dovuto essere impedito. È inoltre da segnalare che, sebbene il personale veronese avesse poca o nessuna familiarità con l'aereo in questione, i cui dati tecnici (manuali operativi e limiti di peso inclusi) non erano inseriti nel programma ARCO, nessuno si occupò di effettuare verifiche.
Come stabilito dalle risultanze dell'inchiesta (confermata dalla sentenza di Corte d'appello, poi passata al vaglio della Cassazione)

## Lista passeggeri ed equipaggio
Di seguito è riportata la lista delle persone a bordo del volo al momento dell'incidente:

### Cittadini italiani
- Federico Battistini, 60 anni, di Latisana (UD).
- Giovanni Bariani, 49 anni, Ostiano (CR).
- Giorgio Bean, 48 anni, Trieste.
- Giovanni Beltini, 48 anni, Pontevico (BS).
- Bruno Bevilacqua, 43 anni, Parma.
- Paolo Biason, 49 anni, Portogruaro (VE).
- Luigi Brandani, 57 anni, Modena.
- Luca Buttolo, 29 anni, Cividale del Friuli (UD).
- Antonio Cagneta, 46 anni, Arcade (TV).
- Franco Cammelli, 42 anni, Montebelluna (TV).
- Edith Della Libera, 35 anni, Vittorio Veneto (TV).
- Ciro Di Giovanni, 35 anni, Napoli.
- Lorenzo Domenichini, 46 anni, Bologna.
- Danilo Furlan, 49 anni, Caerano di San Marco (TV).
- Guido Galeotti, 44 anni, Treviso.
- Romano Gazzini, 54 anni, Costermano (VR).
- Giancarlo Guarnieri, 59 anni, Sondrio.
- Charles Jappelli, 48 anni, Bogliasco (GE).
- Enzo Marconi, 51 anni, Fano (PS).
- Franco Mazzolin, 49 anni, Campodarsego (PD).
- Stefania Modesti, 27 anni, Verona.
- Otildo Morello, 59 anni, Casale di Scodosia (PD).
- Franco Mortillaro, 46 anni, Bassano del Grappa (VI).
- Ernesto Palazzi, 43 anni, Montecalvo in Foglia (PS).
- Ottorino Pandin, 52 anni, Fontaniva (PD).
- Giuseppe Piona, 43 anni, Bussolengo (VR).
- Alberto Ramera, 44 anni, Chiari (BS).
- Giorgio Zago, 47 anni, Padova.
- Alberto Zuccatti, 39 anni, Lasino (TN).

### Cittadini romeni
- Aurica Bagnara, 37 anni.
- Panainte Bogatu, 24 anni.
- Cristina Monica Cucu, 24 anni.
- Mircea Dulfu, 43 anni.
- Gabriela Ghiran, 28 anni.
- Paula Claudia Indricau, 25 anni.

### Cittadini serbi
- Senjur Ademi, 5 anni.
- Mohammad Ademi, 27 anni.
- Igbal Gusani, 29 anni.
- Zoran Savić, 41 anni.

### Cittadini olandesi
- Gerard van der Heide, 39 anni.

### Membri dell'equipaggio
- Ivan Mircea, comandante, romeno.
- Ivan Marin, primo ufficiale, romeno.
- Cornel Vlagea, navigatore, romeno.
- Corina Chelu, assistente di volo, romena.
- Alexandru Socol, assistente di volo, romeno.
- Gheorghe Popescu, meccanico, romeno.
- Viorel Ilie, meccanico, romeno.
- Anesia Gliga, meccanico, romena.